# USS Enterprise (CVN-80)
El USS Enterprise (CVN-80) será el tercer portaaviones de propulsión nuclear de la clase Gerald R. Ford que será entregado a la Armada de los Estados Unidos. Será la novena embarcación naval de los Estados Unidos en llevar el nombre y está programada para estar operativo en 2028. Su construcción comenzó en agosto de 2017 con una ceremonia de corte de acero.

## Nombre
El 1 de diciembre de 2012, durante la presentación de un discurso pregrabado en la ceremonia de inactivación del USS Enterprise (CVN-65), el entonces Secretario de la Marina Ray Mabus anunció que CVN-80 sería nombrado Enterprise. Será el noveno barco y el tercer portaaviones en la historia de la Marina de los Estados Unidos en llevar el nombre. CVN-80 también será el primer superportaaviones estadounidense desde que Estados Unidos recibió el encargo en 1966 de no ser nombrado en honor de una persona. En diciembre de 2016, Mabus eligió a las medallistas de oro olímpicas Katie Ledecky y Simone Biles para patrocinar el barco.

## Construcción

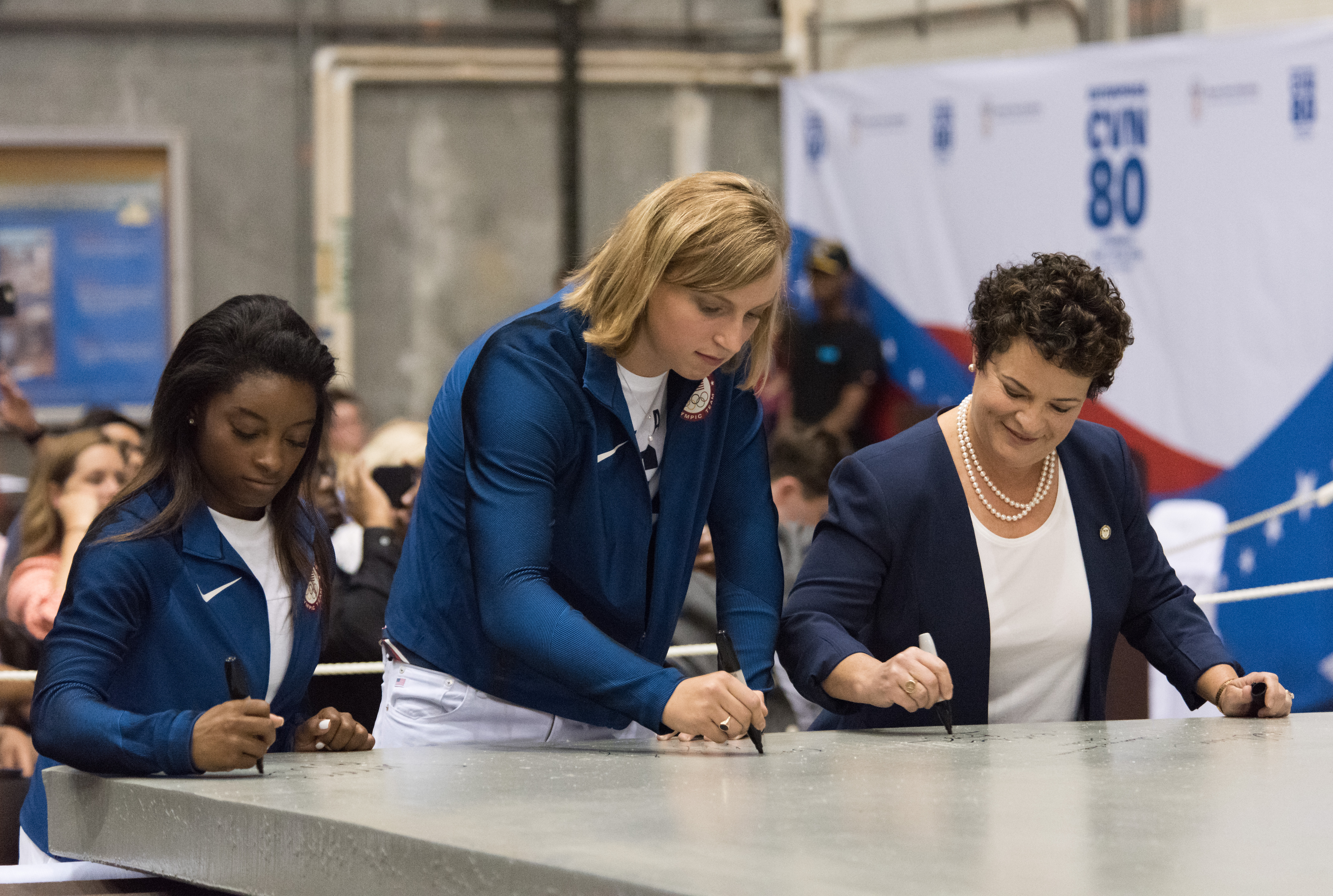
Simone Biles y Katie Ledecky firman una placa de acero de 35 toneladas utilizada para comenzar la construcción del Enterprise, agosto de 2017.

CVN-80 será construido por Huntington Ingalls Industries-Newport News Shipbuilding en Newport News, Virginia. Está previsto que Enterprise comience la construcción activa alrededor de 2018 y se entregue para 2025. Sin embargo, en un esfuerzo por ahorrar costos, el Servicio de Investigación del Congreso indica que el Departamento de Marina está revisando la posibilidad de extender el tiempo utilizado para construir ambos John F. Kennedy (CVN-79) y Enterprise por dos años. Si se aprueba, el barco no entrará en servicio hasta 2027 y evitará en cualquier instancia de 12 portaaviones esté en servicio en cualquier momento. El acero del CVN-65 será reciclado y utilizado para construir CVN-80. El barco está actualmente programado para reemplazar al USS Dwight D. Eisenhower (CVN-69). La primera ceremonia de corte de acero, que marca el comienzo de la fabricación de los componentes del barco, se celebró el 21 de agosto de 2017, con la presencia de los patrocinadores del barco Katie Ledecky y Simone Biles. La construcción comenzó antes del contrato de compra y la adjudicación de la construcción, a principios de 2018. En la primavera de 2018, una pieza de acero de CVN-65 se fundió y se convirtió en una placa de quilla para CVN-80.
La quilla se colocó el 5 de abril de 2022, tres semanas antes de lo previsto, lo que hace que el barco esté completo en un 13 %. El astillero celebró una ceremonia oficial de colocación de la quilla el 27 de agosto del mismo año.